# Resolución 805 del Consejo de Seguridad de las Naciones Unidas
La resolución 805 del Consejo de Seguridad de las Naciones Unidas, adoptada por unanimidad el 4 de febrero de 1993, observando con pesar el fallecimiento del juez de la Corte Internacional de Justicia Manfred Lachs el 14 de enero de 1993, el Consejo decidió que en concordancia al Estatuto de la Corte las elecciones para llenar la vacante se efectuarían el 10 de mayo de 1993 en una sesión del Consejo de Seguridad y durante la cuadragésimo séptima sesión de la Asamblea General.
Lachs había sido miembro de la Corte desde 1967, habiendo sido su presidente entre 1973 y 1976. Su período del cargo iba a terminar en febrero de 1994.